# Zyprischer Fußballpokal 1969/70
Der Zyprische Fußballpokal 1969/70 war die 28. Austragung des zyprischen Pokalwettbewerbs. Er wurde vom zyprischen Fußballverband ausgetragen. Das Finale fand am 3. Mai 1970 im GSP-Stadion von Nikosia statt.
Pokalsieger wurde Pezoporikos Larnaka. Das Team setzte sich im Finale gegen Alki Larnaka durch. Pezoporikos qualifizierte sich durch den Sieg für den Europapokal der Pokalsieger 1970/71.
Alle Begegnungen wurden in einem Spiel ausgetragen. Bei unentschiedenem Ausgang wurde das Spiel um zweimal 15 Minuten verlängert. Stand danach kein Sieger fest, folgte ein Wiederholungsspiel auf des Gegners Platz. Endete auch dies unentschieden, gab es eine Verlängerung und gegebenenfalls ein Elfmeterschießen.

## Teilnehmer
| First Division (12)                                                                                     | First Division (12)                                                                                              | Second Division (4)                                                      |
| --- | --- | ------------------------------------------------------------------------ |
| - Alki Larnaka - AEL Limassol - Anorthosis Famagusta - APOEL Nikosia - Apollon Limassol - Aris Limassol | - EPA Larnaka - ASIL Lysi - Enosis Neon Paralimni - Nea Salamis Famagusta - Omonia Nikosia - Pezoporikos Larnaka | - APOP Paphos - Digenis Akritas Morphou - EPA Limassol - Evagoras Paphos |

## 1. Runde
Die Spiele fanden am 4. April 1970 statt.
|                       | Ergebnis  |                         |
| --------------------- | --------- | ----------------------- |
| Alki Larnaka          | 3:0       | EPA Limassol            |
| Anorthosis Famagusta  | 4:2       | Enosis Neon Paralimni   |
| Apollon Limassol      | 1:2       | APOEL Nikosia           |
| Aris Limassol         | 1:1 n. V. | Pezoporikos Larnaka     |
| ASIL Lysi             | 4:2       | Digenis Akritas Morphou |
| EPA Larnaka           | 6:1       | APOP Paphos             |
| Evagoras Paphos       | 0:3       | AEL Limassol            |
| Nea Salamis Famagusta | 2:1       | Omonia Nikosia          |

### Wiederholungsspiel
|                     | Ergebnis |               |
| ------------------- | -------- | ------------- |
| Pezoporikos Larnaka | 1:0      | Aris Limassol |

## Viertelfinale
|                       | Ergebnis  |                      |
| --------------------- | --------- | -------------------- |
| AEL Limassol          | 1:2       | APOEL Nikosia        |
| Alki Larnaka          | 3:0       | ASIL Lysi            |
| EPA Larnaka           | 1:3       | Pezoporikos Larnaka  |
| Nea Salamis Famagusta | 1:1 n. V. | Anorthosis Famagusta |

### Wiederholungsspiel
|                      | Ergebnis |                       |
| -------------------- | -------- | --------------------- |
| Anorthosis Famagusta | 3:1      | Nea Salamis Famagusta |

## Halbfinale
|                     | Ergebnis  |                      |
| ------------------- | --------- | -------------------- |
| Alki Larnaka        | 3:1 n. V. | Anorthosis Famagusta |
| Pezoporikos Larnaka | 2:0       | APOEL Nikosia        |

## Finale
| Paarung             | Pezoporikos Larnaka – Alki Larnaka                                                                                       |
| Ergebnis            | 2:1 (0:0) |
| Datum               | 3. Mai 1970 |
| Stadion             | GSP-Stadion, Nikosia |
| Tore                | 1:0 Charis Loizou (65.) 2:0 Charis Loizou (86.) 2:1 Athanasis Alexandrou (89.)                                           |
| Pezoporikos Larnaka | Palmyris – Giannakis, Paridis – Kallis, Karapitas, Filiastidis (Dinos) – Kounnidis, Charis, Stavrinos, Leonidas, Kokos.  |
| Alki Larnaka        | Theodosis – Savvis, Takis – Alexandrou, Nikolis, Andreou – Tartaros, Sergis (Vassos), Panais, Athanassis, Ilias (Fokos). |